# Pancalieri
Pancalieri – miejscowość i gmina we Włoszech, w regionie Piemont, w prowincji Turyn.
Według danych na rok 2004 gminę zamieszkiwały 1884 osoby, 125,6 os./km².